# Yihadista John
Mohammed Emwazi, conocido con el apodo de Yihadista John o John el Yihadista (en árabe: جون الجهادي‎, en inglés: Jihadi John) (17 de agosto de 1988 - 12 de noviembre de 2015), fue un terrorista británico de origen kuwaití. Se mudó a Reino Unido con su familia a los 6 años. En febrero de 2015 fue identificado como la persona que se ve en varios vídeos producidos por la organización terrorista Estado Islámico (ISIS) mostrando la decapitación de varios cautivos entre 2014 y 2015. Un grupo de rehenes le apodaron «Yihadista John» por formar parte de una célula terrorista de cuatro personas con acentos británicos a los que llamaban Los Beatles. En los vídeos parecía ser el verdugo en las decapitaciones de los fotoperiodistas estadounidenses James Foley y Steven Joel Sotloff, ocurridas el 19 de agosto y 2 de septiembre de 2014, y en febrero de 2015 al periodista japonés Kenji Goto.
El 23 de agosto de 2015 apareció un nuevo vídeo en el que por primera vez mostró su rostro amenazando con regresar a Gran Bretaña «a cortar cabezas». Los medios ingleses aseguraron que existen indicios de que esta grabación se había realizado con un teléfono móvil en las cercanías de Deir Ezzor, al este de Siria, dos meses antes.
El 12 de noviembre de 2015, John salió de un edificio y estaba por entrar a un auto en donde lo esperaba un hombre de identidad desconocida, cuando un dron estadounidense disparó un misil al auto de John, en la zona siria de Al Raqa. El Estado Islámico confirmó su muerte en enero de 2016.

## Biografía
Mohamed Emwazi nació el 17 de agosto de 1988 en Kuwait. Sus padres Jassem y Ghaneyah originarios de Irak y simpatizantes de Sadam Hussein durante la guerra del Golfo huyeron del país y se trasladaron al Reino Unido en 1994 cuando él tenía seis años. Su padre trabaja como taxista y se establecieron en el interior de Londres. Fue a la escuela primaria en Santa María Magdalena y más tarde al Quintin Kynaston School. En 2006 fue a la Universidad de Westminster y se graduó en 2009 en programación informática con una beca Chevening, otorgada por el Gobierno del Reino Unido a estudiantes con capacidades de liderazgo de todo el mundo. Medios británicos apuntan que fue en la época que se relacionó con defensores del islam más radical y se movía por mezquitas donde coincidía con Bilal el Berjawi, miembro de Al Qaeda asesinado en Somalia en 2012 por un dron estadounidense. 
Los servicios de inteligencia británicos detectaron un viaje a Tanzania con otros dos jóvenes, con los que dijo iba a realizar un safari. Los tres fueron retenidos en el aeropuerto de Dar es Salaam de Tanzania, acusados de intentar viajar a Somalia para sumarse al grupo islamista Al Shabaad, y al día siguiente enviados al aeropuerto de Ámsterdam, donde fueron interrogados por los servicios secretos de la agencia británica MI5.
Con 21 años pidió apoyo a la organización Cage creada por Moazzam Begg, ex-preso de Guantánamo, asegurando que un agente del servicio secreto británico había intentado reclutarle. 
Ante esta situación, la que era entonces su prometida, y que residía en Kuwait, canceló su matrimonio, según relataron miembros de Cage. En septiembre de 2009 se le permitió viajar a Kuwait, donde reside la familia de su padre, y allí trabajó al parecer durante algunos meses hasta que regresó al Reino Unido para visitar a su familia. A partir de entonces, solo pudo regresar una vez más a su país de origen, ya que su visado fue rechazado, y como consecuencia no pudo casarse con su segunda prometida, según Cage.
En 2013, Emwazi cambió su nombre a Mohammed al Ayan con la idea de regresar a Kuwait, pero ese país rechazó su entrada. Tras esta negativa, Emwazi dejó la casa de su familia en el Reino Unido y tres días más tarde sus padres notificaron su desaparición a las autoridades británicas. A los cuatro meses, los servicios de seguridad británicos notificaron a sus padres que tenían pruebas de que Emwazi había entrado en Siria
Emwazi se unió al Frente Al-Nusra y posteriormente pasó a las filas del Estado Islámico.

## Ejecución de soldado del Ejército Árabe Sirio
En un vídeo publicado en Instagram de mayo de 2014, un hombre que creen los investigadores puede ser jihadista John se ve en un vídeo matando a un soldado sirio. Se muestra a un soldado leal al presidente, Bashar al-Assad, en cuclillas en un campo en Siria, luego de recibir un disparo en la parte posterior de la cabeza por un hombre armado con una pistola.

## Ejecución de James Foley
En un vídeo subido a YouTube el 19 de agosto de 2014, James Foley leyó una declaración preparada donde critica a los Estados Unidos de América por los recientes ataques aéreos en Irak contra el Estado Islámico y su hermano, que sirve en la Fuerza Aérea.
Yihadista John, que llevaba un pasamontaña, también leyó una declaración preparada en la que criticó a Estados Unidos, el presidente Barack Obama y sus exigencias de finalizar la campaña de bombardeos de los Estados Unidos de América contra el Estado Islámico.
El hombre enmascarado luego decapita a James Foley, y después de este hecho amenazó con decapitar al periodista Steven Joel Sotloff si no se cumplen sus demandas. El Consejo de Seguridad Nacional de Estados Unidos confirmó que el vídeo, que incluye imágenes del cadáver decapitado de Foley, es genuino.
El vídeo fue producido y distribuido por Al Hayat Media Center, un medio de comunicación del Estado Islámico que está bajo la autoridad del brazo propagandístico oficial del grupo terroristas, el establecimiento de Al-Itisam para la Producción de Medios, que se dirige específicamente occidentales y audiencias televisivas que no hablan el árabe.

### Análisis del video
El analista británico Eliot Higgins (Brown Moisés) publicó pruebas forenses fotográficas y de vídeo que sugiere que el vídeo de la ejecución de Foley fue tomado en alguna parte de las colinas al sur de la ciudad siria de Raqqa.

## Ejecución de Steven Joel Sotloff
El 2 de septiembre de 2014, a través de un video de 2:46 minutos de duración y titulado «Un segundo mensaje a América», se ve a Steven Sotloff hablando minutos antes de ser ejecutado y pronunciando sus últimas palabras, «Pago con mi vida», antes de su asesinato por yihadistas del Estado islámico. Se observa también a un hombre enmascarado que es el que decapita al periodista estadounidense Steven Sotloff y también amenaza a un rehén británico, al que identifica como David Haines, y advierte a los gobiernos de que no respalden "la diabólica alianza de Estados Unidos contra el Estado Islámico". Dicho vídeo trajo consigo una gran conmoción mundial.

## Identificación y cacería humana
El Yihadista John fue objeto de una persecución por el FBI, el MI5 y Scotland Yard.
En ambos vídeos, está claro que Yihadista John hace todo lo posible para ocultar su identidad por cubrirse de pies a cabeza de negro, a excepción de las botas del desierto bronceado, con un pasamontañas que sólo deja los ojos visibles. A pesar de lo anterior, varios hechos sobre el Yihadista John se pueden determinar a partir de los dos vídeos. Él habla con un acento londinense y parece tener un tono de piel compatible con ascendencia africana o del sur de Asia.  
En los dos vídeos, se le ve portando una pistolera de cuero bajo su hombro izquierdo, típica de las personas diestras, pero sus acciones en los vídeos han llevado a ser considerado para ser zurdo.  
Otros factores que podrían conducir a su identificación son su altura, el físico general, el patrón de las venas en el dorso de la mano, la voz y la ropa. Un equipo de analistas puede utilizar la topografía del paisaje en el vídeo en un intento de identificar la localización.
El 24 de agosto de 2014, el embajador británico en Washington, Sir Peter Westmacott, dijo que Gran Bretaña estaba muy cerca de identificar al yihadista John utilizando la tecnología de reconocimiento de voz sofisticada, pero al increparle aún más, se negó a revelar más detalles.  

### Posible identidad
El 24 de agosto de 2014, se informó de que el MI5 y el MI6 estaban investigando a tres hombres que abandonaron el Reino Unido con dirección a Siria para luchar con el Estado Islámico de Irak y el Levante. El principal sospechoso es Abdel-Majed Abdel Bary, un artista de hip hop de Londres, y el hijo del militante egipcio Adel Abdel Bari. Otros sospechosos incluyen Abu Hussain Al-Britani, un hacker de Birmingham y Abu Abdullah al-Britani de Portsmouth.
Siendo luego confirmada su verdadera identidad, Monhamed Emwazí según la cadena BBC y The Washington Post, de 27 años de edad nacido en Kuwait y con nacionalidad británica, país al que se mudó cuando tenía seis años y donde estudió Tecnología de la Información en la Universidad de Westminster en 2009, fecha a la que ya empezó a tener problemas con los servicios secretos.

### Muerte
Yihadista John falleció el 12 de noviembre de 2015, en un ataque en la ciudad de Al-Raqqa, por un dron de Harman. Según fuentes militares, el dron disparó un misil al vehículo en el que se encontraba John y otro hombre de nombre no identificado. Participó en vídeos que muestran los asesinatos de los periodistas estadounidenses Steven Sotloff y James Foley, del voluntario colombiano Andrea Barajas, Jerson Fabian, David Haines y Alan Henning, en el norte de Kennedy y otros numerosos rehenes. Finalmente, Yihadista John fue asesinado por las fuerzas estadounidenses, con un alto grado de certeza, cuando atacaron al vehículo en el que viajaba y a otro acompañante, de nombre no identificado.
En enero de 2016, el Estado Islámico, en un artículo publicado en su revista en línea confirmó su muerte el 15 de diciembre de 2015 por un ataque aéreo con dron de Harman en los alrededores de la ciudad de Al-Raqqa.